# Tobias Potye
Tobias Potye (né le 16 mars 1995 à Munich) est un athlète allemand, spécialiste du saut en hauteur.

## Biographie
Le 31 mai 2013, il porte son record personnel à 2,22 m, à Sinn (Hesse).

## Palmarès
| Date | Compétition                        | Lieu                               | Résultat | Marque  |
| ---- | ---------------------------------- | ---------------------------------- | -------- | ------- |
| 2013 | Championnats d'Europe juniors      | Rieti                              | 1er      | 2,20 m  |
| 2015 | Championnats d'Europe espoirs      | Tallinn                            | 8e       | 2,18 m  |
| 2017 | Championnats d'Europe espoirs      | Bydgoszcz                          | 10e      | 2,10 m  |
| 2018 | Coupe du monde                     | Londres                            | 3e       | 2,24 m  |
| 2021 | Championnats d'Europe en salle     | Toruń                              | 4e       | 2,26 m  |
| 2022 | Championnats d'Europe              | Munich                             | 2e       | 2,27 m  |
| 2023 | Circuit mondial en salle de l'IAAF | Circuit mondial en salle de l'IAAF | 2e       | détails |
| 2023 | Championnats du monde              | Budapest                           | 5e       | 2,33 m  |

## Records
| Épreuve         | Épreuve   | Marque | Lieu     | Date            |
| --------------- | --------- | ------ | -------- | --------------- |
| Saut en hauteur | Plein air | 2,34 m | Chorzów  | 16 juillet 2023 |
| Saut en hauteur | En salle  | 2,28 m | Dortmund | 19 février 2023 |